# St. Johannis-Pauli (Niedersachswerfen)

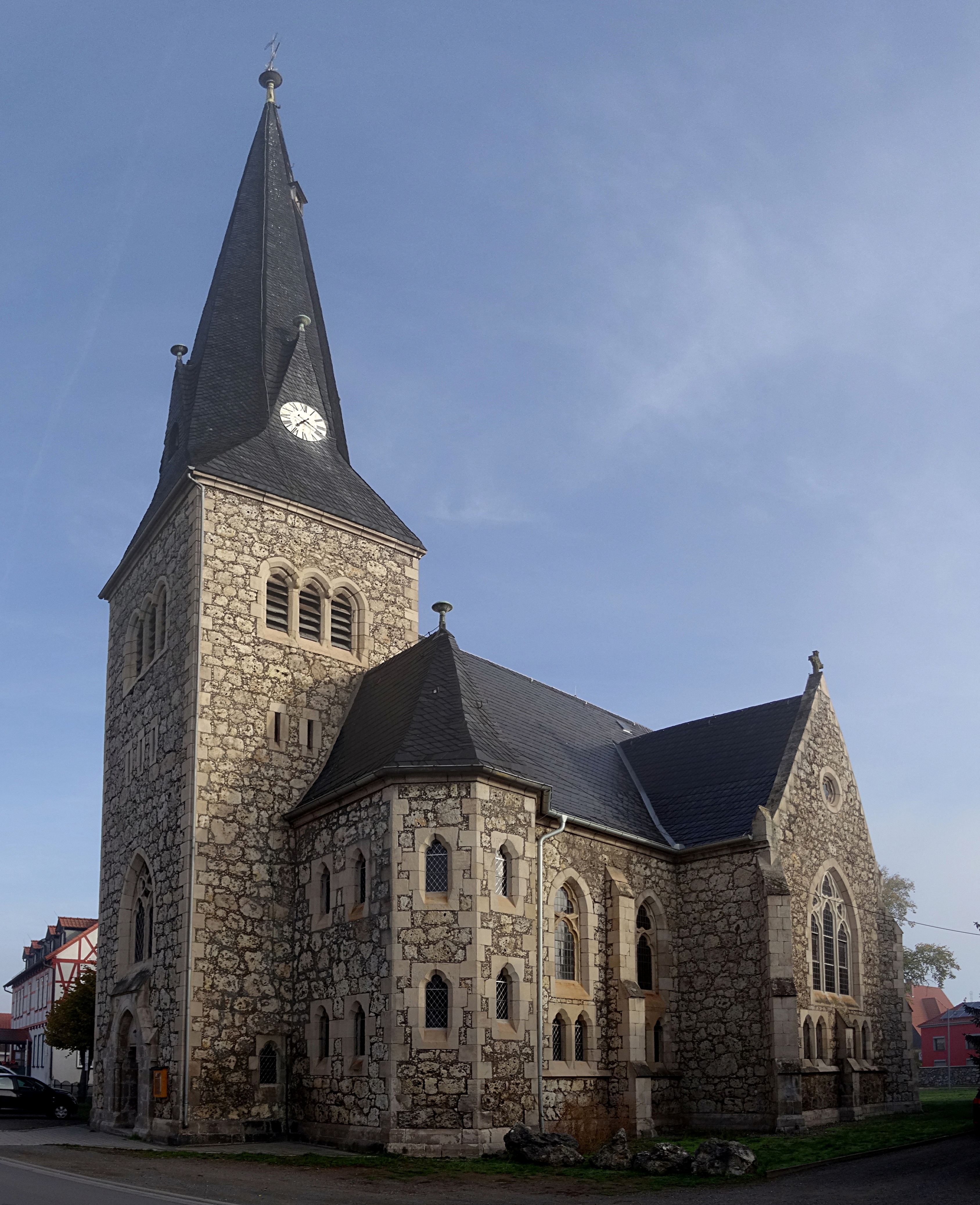
Niedersachswerfen, St. Johannis-Pauli

Die evangelisch-lutherische denkmalgeschützte Kirche St. Johannis-Pauli steht in Niedersachswerfen, einem Ortsteil der Landgemeinde Harztor im Landkreis Nordhausen im Freistaat Thüringen. Die Kirchengemeinde Niedersachswerfen gehört zum Pfarrbereich Niedersachswerfen im Kirchenkreis Südharz der Evangelischen Kirche in Mitteldeutschland.

## Beschreibung

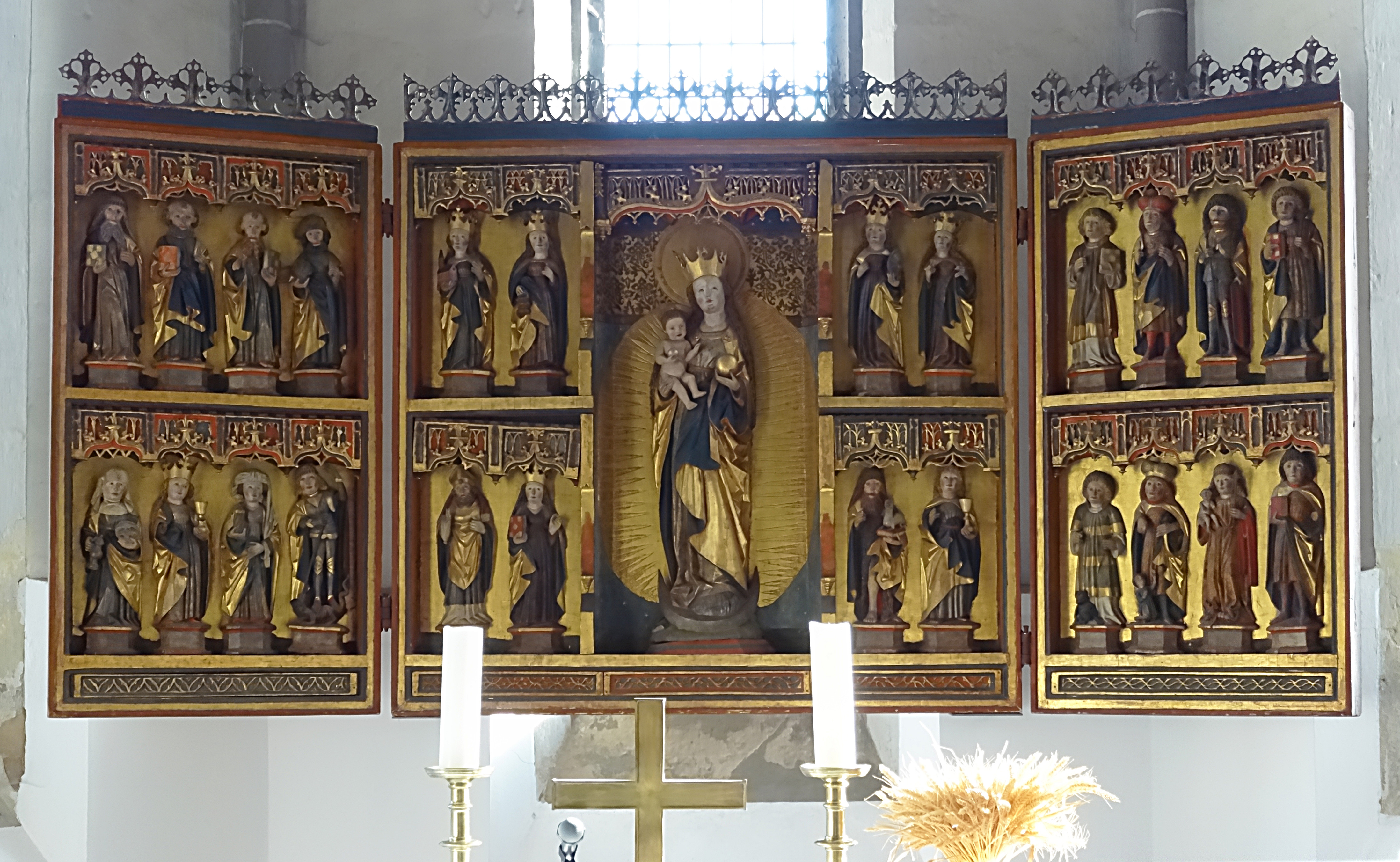
Gotischer Flügelaltar

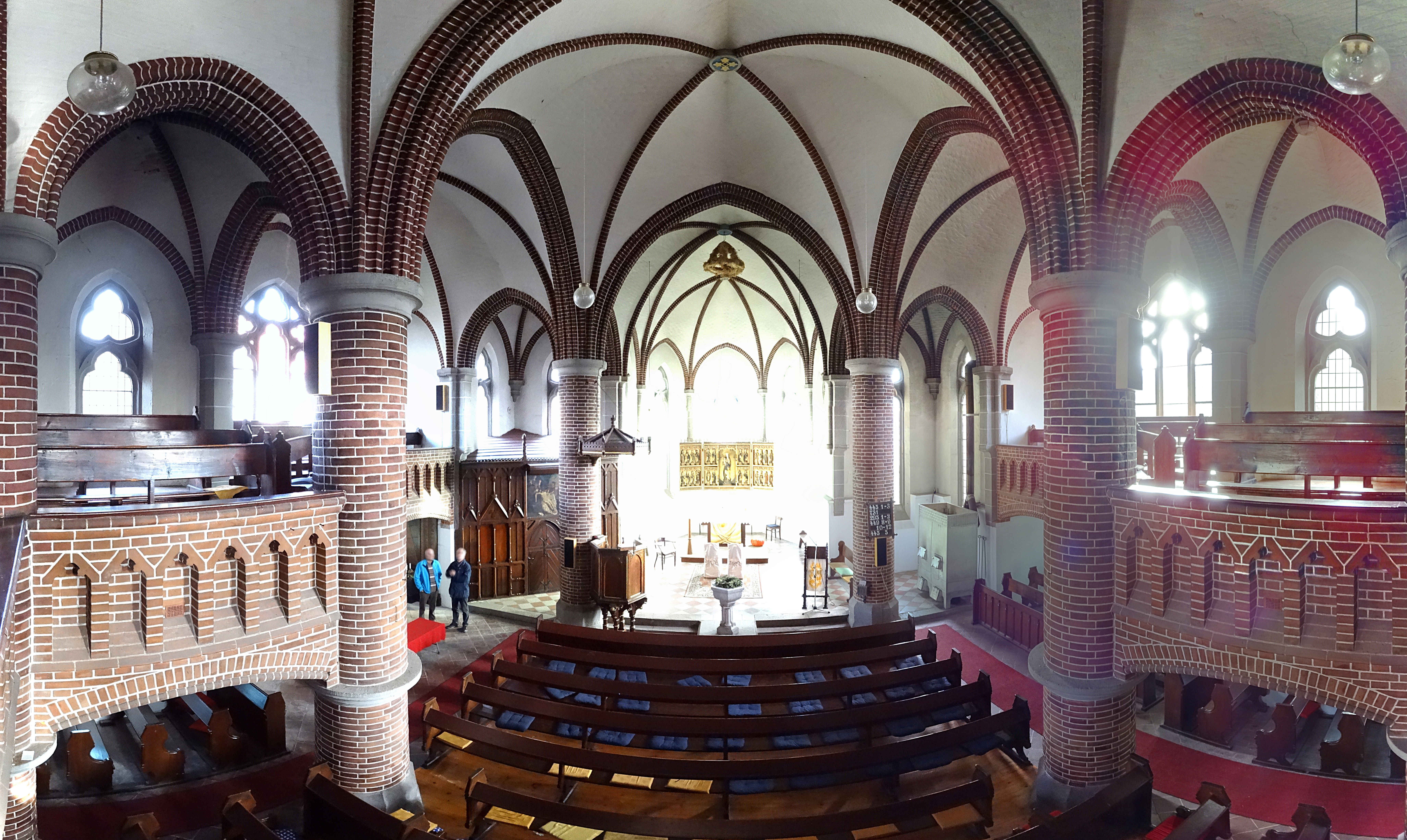
Innenraum-Panorama

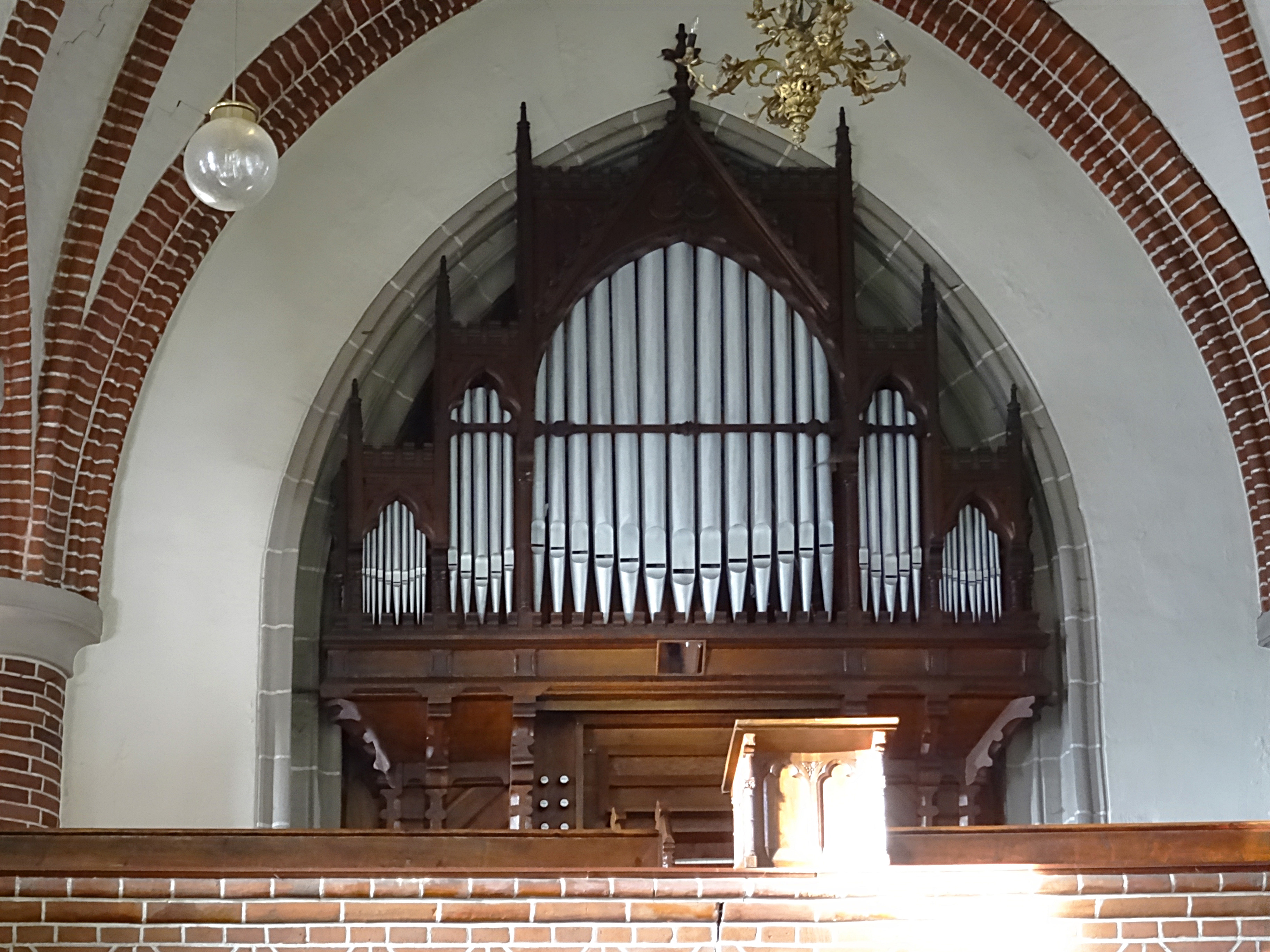
Strobel-Orgel

Der Vorgängerbau wurde von Mönchen des Klosters Fulda errichtet und nach den frühchristlichen Märtyrern Johannes und Paulus benannt. Die neugotische Hallenkirche wurde aus behauenen Bruchsteinen mit Bossenwerk 1868 nach Abbruch des Vorgängerbaus nach einem Entwurf von Conrad Wilhelm Hase gebaut. Das aus einem Mittelschiff und zwei Seitenschiffen bestehende Langhaus hat ein einschiffiges Querschiff, einen eingezogenen Chor mit 5/8-Schluss und einen hohen Kirchturm mit einem spitzen Helm im Westen. Der Innenraum wird von einem Kreuzrippengewölbe überspannt. Die Emporen sowie die Säulen sind aus Mauerziegeln. Der geschnitzte Flügelaltar, der aus dem Vorgängerbau stammt, hat eine Figur der Muttergottes im Zentrum, begleitet von 24 Heiligen. Ein Gemälde mit der Grablegung Christi stammt von 1678.
Die Orgel mit 14 Registern, verteilt auf 2 Manuale und Pedal, wurde 1870 von Julius Strobel gebaut und 1965 von Rudolf Böhm umgebaut.